# 小室さやか
小室 さやか（こむろ さやか、1995年4月19日 - ）は、日本の元女性シンガーソングライター、元女優、元グラビアアイドル。東京都出身。血液型はO型。所属はコンテンツ3（旧：BIGFACE）。旧芸名は木花 清佳（このはな さやか）→小室 清佳（こむろ さやか）。旧芸名の由来は「富士山を守護している木花咲耶姫」をヒントに名付けられた。身長156cm。

## 略歴
幼少期は音楽好きな両親の影響で音楽が溢れた生活を送る。幼稚園からピアノを始め、卒園アルバムの将来の夢は平仮名で｢あいどる｣と書いていた。小学校1年生よりダンスを始め、3年生より歌のレッスンを始めた。
中学生の頃にはダンスをしながらの歌のレッスンを始め、高校入学とともにダンス同好会を立ちあげる。受験終了後に弾き語りに挑戦しようと本格的に作詞を始め、金髪で路上ライブを開始。
その後も大学在籍時から路上ライブを行っていたが、規制の厳しさなどより主にネット（TwitCasting、Ustream、ニコニコ生放送）での配信に路線を変更し、主にTwitCastingによりピアノ弾き語り配信を行っていた。
2017年4月21日のライブにて、3年間所属していたエムメソッドとの契約を終了したことを発表。2ヶ月後の6月5日に、TwitCasting配信で名前を「小室清佳（こむろさやか）」への改名、並びに『妖怪ウォッチ』等のライセンシーを取り扱うBIGFACE（のちコンテンツ3）に所属したことを公表。翌6月6日に同社の公式サイトで情報が掲載された。
2017年12月1日に、初代女声ボーカルのマイコ（現：葵夏美）が卒業したキング・クリームソーダの二代目女声ボーカルとして加入、同日よりユニット名を「キング･クリームソーダ.」に変更した。
2018年1月22日に、2018年4月からテレビ東京系列で放送のアニメ『イナズマイレブン アレスの天秤』のエンディングを担当するユニットとして寺田真奈美と共に「alom」を結成、同時に芸名表記を「小室さやか」と変更した。
2019年10月29日、alomの年内での解散を発表した。
8月16日、2020年9月末をもってエイベックス・マネジメント株式会社との契約を満期終了、および交際中の男性との婚約を報告、これを機に芸能界を引退することを発表。

## 人物
- ライブは東京を中心に行っている。不定期ではあるがツイキャスなどの配信も行っている。
- キャッチフレーズは「あなたの周りに花を咲かせます。みんなの太陽、木花清佳です」[注 1]。
- 好きなアーティストはアリアナ・グランデ。
- 好きなタイプは「生きる知恵がある人」
- 好きな食べ物はパスタと鍋。
- 普通自動車の運転免許を持っているが普段は徒歩や電車などで行動する。
- ドラマはDVDなどを借りてよく見る。
- 使用楽器はピアノ。

## 作品

### 音源化されている曲

#### CDなど

##### 1st デジタルシングル「チャンスの神様」
ユニバーサルミュージックより2015年4月22日にiTunes他で配信のみで発売。

##### 1st ミニアルバム「今、君に教えたい5つのこと」
2015年10月14日全国発売。iTunes他配信サイトでも配信。
| 詳細 | 曲名                            | 作詞     | 作曲       | 編曲         |
| ---- | ------------------------------- | -------- | ---------- | ------------ |
| 1    | 君は僕のものだ                  | 木花清佳 | 木花清佳   | 吹野クワガタ |
| 2    | Please Again                    | 木花清佳 | 奥田もとい | 奥田もとい   |
| 3    | チャンスの神様(ミニアルバムver) | 木花清佳 | 宅見将典   | 山口俊樹     |
| 4    | 香水                            | 木花清佳 | 木花清佳   | 木花清佳     |
| 5    | ヒロインになれなくても          | 木花清佳 | 春日章宏   | 春日章宏     |

##### 「Family」
2015年11月8日のタワーレコード川崎店でのインストアライブ来場者限定特典。
| 詳細 | 曲名   | 作詞                         | 作曲     | 編曲 |
| ---- | ------ | ---------------------------- | -------- | ---- |
| 1    | Family | 木花清佳＆コノハナファミリー | 木花清佳 |      |

##### 1st シングル「模範少女」
2016年8月11日2ndワンマンライブ来場者限定発売。
| 詳細 | 曲名                   | 作詞     | 作曲     | 編曲             |
| ---- | ---------------------- | -------- | -------- | ---------------- |
| 1    | 模範少女               | 木花清佳 | 木花清佳 | 中野定博（SADA） |
| 2    | 賞味期限               | 木花清佳 | 木花清佳 | 水音＆平良明依   |
| 3    | 正義                   | 木花清佳 | 木花清佳 | 水音＆平良明依   |
| 4    | 模範少女(Instrumental) | 木花清佳 | 木花清佳 | 中野定博（SADA） |
| 5    | 賞味期限(Instrumental) | 木花清佳 | 木花清佳 | 水音＆平良明依   |
| 6    | 正義(Instrumental)     | 木花清佳 | 木花清佳 | 水音＆平良明依   |

##### 2nd デジタルシングル「彼氏ができました」
ユニバーサルミュージックより2016年12月7日にiTunes他で配信のみで発売。
| 詳細 | 曲名             | 作詞     | 作曲     | 編曲 |
| ---- | ---------------- | -------- | -------- | ---- |
| 1    | 彼氏ができました | 木花清佳 | 木花清佳 |      |

##### 3rd デジタルシングル「私を彼女にしてくれませんか？」
ユニバーサルミュージックより2016年12月21日にiTunes他で配信のみで発売。
| 詳細 | 曲名                         | 作詞     | 作曲     | 編曲 |
| ---- | ---------------------------- | -------- | -------- | ---- |
| 1    | 私を彼女にしてくれませんか？ | 木花清佳 | 木花清佳 |      |

#### 概略

##### チャンスの神様
高校の体育の先生から｢前髪がすごく長くて後ろがつるつるにはげている神様がいて、すごい速さで動き、その前髪を捕まえるとチャンスをつかむことが出来る｣というチャンスの神様の話を聞き、衝撃を受けた。みんなに伝えたいと決意し高校三年生の秋に作詞をした。
2015年2月25日に、同年4月22日からiTunes他にて配信されることがTwitterなどで発表された。同年4月3日には4月22日から5月31日までに2000ダウンロードで1stミニアルバムCDが発売できると発表された。ファミリーマートでは同年4月14日から4月20日まで店内放送として採用され1時間に1回流れていた。またレジスターにもジャケットが表示されていた。
2015年5月16日付けレコチョクアルバムデイリーランキングで1位を獲得。
2015年5月31日には1575ダウンロードで達成には至らなかった。
2015年6月11日にはLINE MUSICにて配信開始。同年7月15日に2013ダウンロードを達成。これによりワンマンライブと1stミニアルバムの発売が決定した。

##### 今、君に教えたい5つのこと
「チャンスの神様」が2000ダウンロードを達成したことにより2015年10月14日より全国で販売が開始された。当初の販売予定日は同年10月7日であったが「制作の都合」により1週間遅れることとなった。
2015年10月13日付オリコンデイリーランキング30位以内。年内に1000枚の販売を目標とした。予約購入者限定の待ち受けのプレゼントや、YouTubeにおいて期間限定公開の収録曲「君は僕のものだ」のミュージックビデオのホームページのURLが書かれたランダムカードが入っている。
2015年10月13日付オリコンデイリーランキング26位を達成。また2015年内に1000枚の販売目標を達成した。

##### Family
2015年8月31日コノハナTVで共演したプリンセス金魚とツイキャスを配信。｢夏が終わっちゃうよ!思い出作ろうよ!みんなで1曲作ろうよ!withプリンセス金魚｣と題して、配信中にツイキャスの視聴者とプリンセス金魚とで、｢コノハナファミリーの曲｣を作ることとなり、視聴者から作詞用の言葉を提供してもらいながら作詞に挑戦するという内容で配信していた。その配信では曲は完成しなかったが後日の1stワンマンライブなどにて歌われることとなった。

##### 模範少女
｢今、君に教えたい5つのこと｣の目標達成により、2ndワンマンライブと1stシングルの販売が2015年12月30日のツイキャスにおいて発表された。このCDは2ndワンマンライブの会場限定で販売されることとされており、店頭や通信販売などは行わない。このCDにはDVDも入っており、インタビューなどを見ることができる。

##### 彼氏ができました
2016年12月7日にiTunes他、各音楽配信サイトにて配信開始。今後CDによる販売は行われない。
2016年12月1日にはミュージックビデオがYouTubeで楽曲に先駆けて配信開始となった。共演は岩田響耶。ミュージックビデオと楽曲配信されているものとの相違点は、本人によるアフレコにより台詞が入っている点である。また曲中のサビにおいてのダンスを「好き好きダンス」と称している。
この曲は本人が配信しているツイキャスにてリスナーから受けた恋愛相談やTwitterなどのSNSに投稿された恋愛に関する投稿などを参考に作詞されたものとされている。

##### 私を彼女にしてくれませんか？
2016年12月21日にiTunes他、各音楽配信サイトにて配信開始。今後CDによる販売は行われない。
2016年12月15日にミュージックビデオがYouTubeで楽曲に先駆けて配信開始となった。共演は岩田響耶。ミュージックビデオと楽曲配信されているものとの相違点は、アフレコにより台詞が入っている点である。ストーリーは、配信された曲の順番とは異なり前作の1年前の話である。初デートの朝から夜までの女性の揺れ動く心情を表現して作られた。

### その他
- キング・クリームソーダ.名義での楽曲はキング・クリームソーダ.を参照。

## タイアップ
| タイトル | タイアップ                                                                        |
| -------- | --------------------------------------------------------------------------------- |
| 模範少女 | フジテレビ『魔女に言われたい夜～正直過ぎる品定め～』2016年7月度エンディングテーマ |

## ライブ

### 2014年
| 日時     | 場所                   | 備考                              |
| -------- | ---------------------- | --------------------------------- |
| 10月15日 | 高田馬場Live Cafe mono |                                   |
| 11月12日 | 渋谷RUIDO K2           | ｢Shibuya Singer Collection Vol.4｣ |
| 12月8日  | 渋谷DESEO              | ｢Acoustic kitchen｣                |
| 12月11日 | 北参道ストロボカフェ   | ｢かえりみち、よりみち｣            |

### 2015年
| 日時     | 場所                   | 備考                                                        |
| -------- | ---------------------- | ----------------------------------------------------------- |
| 1月16日  | 渋谷DESEO              |                                                             |
| 1月26日  | 渋谷gee-ge             |                                                             |
| 2月16日  | 渋谷DESEO              | ｢UTaU KITCHEN｣                                              |
| 2月25日  | 渋谷gee-ge             |                                                             |
| 3月23日  | 渋谷7th FLOOR          |                                                             |
| 4月25日  | 渋谷7th FLOOR          | ｢第1回コノハナファンミーティング｣                           |
| 5月2日   | 渋谷7th FLOOR          | ｢Sing and play｣                                             |
| 6月18日  | 渋谷DESEO              |                                                             |
| 7月1日   | 渋谷7th FLOOR          |                                                             |
| 7月29日  | 渋谷gee-ge             |                                                             |
| 8月12日  | 渋谷7th FLOOR          | ｢Sing and play｣                                             |
| 8月17日  | 渋谷DESEO              |                                                             |
| 9月11日  | 高田馬場Live Cafe mono | ｢Music Cube｣                                                |
| 9月22日  | 渋谷DESEO              | 1stワンマンライブ「Let's Party!Family Party!～感情爆発 ～」 |
| 9月24日  | 中目黒 楽屋            | ライブギターサポートの松下幹雄のゲストボーカルとして        |
| 10月13日 | タワーレコード渋谷店   | 1stミニアルバム インストアライブ                            |
| 10月24日 | TOKYO TOWER TV         |                                                             |
| 10月31日 | 武蔵大学               | ｢第63回白雉祭 木花清佳ワンマンライブ｣                       |
| 11月8日  | タワーレコード川崎店   | 1stミニアルバム インストアライブ                            |

### 2016年
| 日時     | 場所                     | 備考                                                     |
| -------- | ------------------------ | -------------------------------------------------------- |
| 2月1日   | 渋谷eggman               |                                                          |
| 3月10日  | 渋谷eggman               |                                                          |
| 6月1日   | 渋谷eggman               |                                                          |
| 6月22日  | 渋谷DESEO                |                                                          |
| 7月29日  | 豊島園の緑のビアガーデン |                                                          |
| 8月11日  | 渋谷eggman               | 2ndワンマンライブ｢模範少女はつまらない｣                  |
| 9月2日   | 駒沢STRAWBERRY FIELDS    | ｢セレンディピティの女神達」                              |
| 12月23日 | 岩本町Eggman tokyo east  | 3rdワンマンライブ｢クリスマス·ワンマンライブ(単独ライブ)｣ |

### 2017年
| 日時    | 場所               | 備考                                                                                    |
| ------- | ------------------ | --------------------------------------------------------------------------------------- |
| 4月21日 | 渋谷gee-ge         | 「ウダガワガールズコレクション vol.232」                                                |
| 5月15日 | 六本木morph-tokyo  | ハピコレ!!vol.83 ここまで木花清佳名義                                                   |
| 6月16日 | 吉祥寺CRESCENDO    | 柿沼なつみレコ発主催 "いっぽめの勇気" ～女の子は恋をして強くなる～ ここから小室清佳名義 |
| 6月22日 | 吉祥寺CRESCENDO    | Sweet Emotion vol.4                                                                     |
| 6月27日 | 六本木morph-tokyo  | ハピコレ!!vol.94                                                                        |
| 7月18日 | 六本木morph-tokyo  | ハピコレ!!vol.97 井上紗希バースデー                                                     |
| 7月22日 | 渋谷gee-ge         | ウダガワガールズコレクションvol.259                                                     |
| 8月1日  | 四谷天窓           | Blive presents 『夢路 -Dreams never end.vol2-』                                         |
| 8月6日  | 横浜LOOP           | Make Happy!!                                                                            |
| 8月20日 | 吉祥寺CRESCENDO    | Honey Collection Vol.14                                                                 |
| 9月5日  | 下北沢Laguna       | Rainbow flowers!!!                                                                      |
| 9月29日 | 下北沢mona records | モナレコ女子presents「ROOMMATE」 ここまで小室清佳名義                                   |

### 2018年
| 日時    | 場所                   | 備考                                                                        |
| ------- | ---------------------- | --------------------------------------------------------------------------- |
| 7月16日 | イーノの森 BBQ Station | 同じ事務所に所属するpugcat’sと30名限定でバーベキュー ここから小室さやか名義 |
| 8月19日 | 都内某所               | 同じ事務所に所属するpugcat’sと50名限定で座談会と食事会                      |

## 出演

### テレビ番組
- ホウドウキョク（2015年6月17日、フジテレビ） - 「みんなのウラ」コーナーで「ツイキャスで人気の女子大生シンガーソングライター」として生番組に出演、アナウンサーとのトークや弾き語りなどを披露した。
- ミューサタ（2016年8月14日、フジテレビ） - 「MORE PUSH」コーナーで1stシングルのミュージックビデオの紹介とインタビュー
- 石橋貴明のたいむとんねる（2018年5月14日、フジテレビ） - ウエイトレスとして益田恵梨菜と出演。
- じっくり聞いタロウ〜スター近況（秘）報告〜（2018年9月6日、テレビ東京） - 見届けゲストとして出演[26]

### ラジオ番組
- 渋谷演劇部（2018年11月26日、渋谷のラジオ） - 2019年1月に出演の舞台『PRETTY MONSTERS: STAGE』で共演する宮田幸輝と揃ってゲスト出演

### インターネット配信

#### アメスタ
｢チャンスの神様｣のiTunes配信決定を記念し、2015年3月3日から3月31日までアメスタにて、火、木、土曜日に放送回数13回の配信を行う。この配信はアメP（仮想通貨のようなもの）を支援者から募り50万アメPというポイント達成により｢コノハナTV｣と｢特別ファンミーティング｣が実施できる企画であった。支援者は一定のアメPの支援により｢特別ファンミーティング｣に参加出来るなどのリターンが設けられていた。
通常の配信と同じような弾き語りの他に視聴者からの質問に答えたり、アメPの支援により支援者から配信者へお菓子やドリンクの差し入れや、コーナー(｢心理テスト｣｢質問｣｢幼き頃クイズ｣など。)を設けて配信していた。
50万アメPを放送回数7回目の2015年3月17日に達成(達成時アメP520,010。のべ支援者数545人)。放送回数が残り6回あることなどから達成ポイントを80万アメPに、リターンに｢手作りクッキー｣｢私物｣などを加え、達成するとアメスタでの３カ月間の冠番組を放送出来るようにと企画を拡大。
80万アメPを放送回数12回目の2015年3月28日に達成(達成時アメP833,560。のべ支援者数702人)。同年3月31日放送回数13回目をもって最終回を迎えた。

#### コノハナTV
2015年4月19日から80万アメP達成によりアメスタにて冠番組｢コノハナTV｣を3カ月間に渡って放送。当初の50万アメP達成時には1回のみの放送であったが80万アメPへの企画の拡大とその達成により３カ月間の放送をすることが出来ることとなった。
第1回目の2015年4月19日は本人の誕生日にアメーバスタジオにて、MCにプリンセス金魚を迎えて放送。この日が20歳ということもあり視聴者はお祝いムード。視聴者の中にはアメPの支援によりビールなどを差し入れし、本人は初めてのお酒を飲んだとされている。ビールの感想は｢苦い｣。アルコールの影響か、眠りそうな目のまま最後まで配信を終えた。
また、2015年5月24日にはアメスタの高ポイント支援者2名をアメーバスタジオに招き、MCにプリンセス金魚を迎えて公開放送をおこなった。公開放送で招かれた支援者2名の前で弾き語りやトークなどを披露した。この配信においてキャッチフレーズ「あなたの周りに花を咲かせます。みんなの太陽、木花清佳です。」が完成した。

### 舞台
- ANSWER？（2019年1月17日 - 27日、アトリエファンファーレ東新宿） - 主演（北原帆夏とW主演）[28][29]
- FATALISM ≠ Another story（2019年6月19日 - 23日、銀座博品館劇場）
- スタントウーマン（2019年8月6日 - 12日、ブディストホール） - 主演・那智組

### その他の広告掲載
- ツイキャス 等身大ポスター「ツイキャスの弾き語り人気キャス主[注 4]」（2015年7月27日 - 8月2日、JR山手線渋谷駅改札内の内回りホーム（品川・東京方面）上）

## 記録、受賞など
「チャンスの神様」
レコチョクデイリーアルバムランキング2015年5月17日付で第1位を獲得。
USEN インディーズランキングで2015年4月29日付第1位を獲得。その後2週に渡って1位を獲得し、3週目には第4位を獲得した。
iTunes総合ランキング最高49位を獲得。2015年7月15日に2000ダウンロードを達成。
「今、君に教えたい5つのこと」
2015年10月13日付オリコンデイリーランキング26位を獲得。

## 書籍

### 写真集
- 美しき ふくらみは歌い 微笑は踊る（2020年2月14日、扶桑社、撮影：西條彰仁）ISBN 978-4594084233[30][31]

### 雑誌
| 雑誌名              | 日付・号数など  | 内容                        |
| ------------------- | --------------- | --------------------------- |
| 週刊プレイボーイ    | 2015年5月18日   | インタビュー                |
| CDジャーナル        | 2015年12月号    | 1stミニアルバムについて掲載 |
| Ray                 | 2018年8月号     | インタビュー                |
| 週刊プレイボーイ    | 2018年8月26日   | グラビア                    |
| モデルプレス        | 2018年9月5日    | インタビュー・グラビア      |
| ヤングガンガン      | 2019.3.15 No.06 | グラビア                    |
| EX大衆              | 4月号           | インタビュー                |
| ヤングガンガン      | 2019.4.5 No.07  | 特別付録DVDにてグラビア     |
| LOVEggg             | 2019.5.26       | 化粧品のモデル              |
| 週刊プレイボーイ    | 2019年6月10日号 | グラビア                    |
| LOVEggg             | 2019.6.12       | 化粧品のモデル              |
| GIRLS-PEDIA         | 2019 SPRING     | グラビア                    |
| ヤングアニマル      | 2019年6/28号    | グラビア                    |
| 週刊ヤングマガジン  | 2019年31号      | グラビア                    |
| ヤングチャンピオン  | 2019年No15      | グラビア                    |
| 週プレ グラジャパ！ | 天使すぎる      | グラビア写真集              |
| Smart               | 2019年10月号    | グラビア                    |